# Bradypodion transvaalense
Bradypodion transvaalense är en ödleart som beskrevs av  Vivian William Maynard Fitzsimons 1930. Bradypodion transvaalense ingår i släktet Bradypodion och familjen kameleonter. IUCN kategoriserar arten globalt som livskraftig. Inga underarter finns listade.